# 红小鬼
红小鬼，通常是指参加中国工农红军的童兵。
1933年8月5日，组建的少共国际师，约一万余人，全师平均年龄18岁，最小仅14岁。因家庭关系而参加红军，则是一个常见的原因。开国少将吴华夺12岁时（1929年），随父参加红军。贺龙的外甥向轩，7岁（1933年）参军，9岁随部参加长征。